# کلمتون پارک، نیو ساوت ولز
کلمتون پارک (به انگلیسی: Clemton Park) یک حومه شهر در استرالیا است که در نیو ساوت ولز واقع شده‌است.